# Toby Alderweireld
Tobias Albertine Maurits Alderweireld (Wilrijk, Antwerp, Belgia, n. 2 martie 1989) este un fotbalist belgian. Joacă ca fundaș central la echipa belgiană Royal Antwerp.
A debutat ca profesionist la Ajax Amsterdam, cu care a câștigat trei Campionate consecutive din 2011 până în 2013, o Cupa în 2010, și un Super cup în 2013. După ce a câștigat acest titlu s-a transferat în 2013 la Atletico Madrid, cu care a câștigat Campionatul și Supercupa Spaniei în 2014.
Este internațional cu Națională Belgiei cu care a jucat la Cupa Mondiala din Brazilia în 2014.

## Statistici carieră

### Club
la 12 septembrie 2017.
| Club                   | Sezon         | Campionat      | Campionat | Campionat | Cupă    | Cupă   | Europa  | Europa | Altele  | Altele | Total   | Total  |
| Club                   | Sezon         | Divizie        | Meciuri   | Goluri    | Meciuri | Goluri | Meciuri | Goluri | Meciuri | Goluri | Meciuri | Goluri |
| ---------------------- | ------------- | -------------- | --------- | --------- | ------- | ------ | ------- | ------ | ------- | ------ | ------- | ------ |
| Ajax                   | 2008–09       | Eredivisie     | 5         | 0         | 0       | 0      | 3       | 0      | 0       | 0      | 8       | 0      |
| Ajax                   | 2009–10       | Eredivisie     | 31        | 2         | 6       | 1      | 8       | 0      | 0       | 0      | 45      | 3      |
| Ajax                   | 2010–11       | Eredivisie     | 26        | 2         | 4       | 0      | 12      | 3      | 1       | 0      | 43      | 5      |
| Ajax                   | 2011–12       | Eredivisie     | 29        | 1         | 3       | 0      | 7       | 1      | 1       | 1      | 40      | 3      |
| Ajax                   | 2012–13       | Eredivisie     | 33        | 2         | 3       | 0      | 8       | 1      | 1       | 1      | 45      | 4      |
| Ajax                   | 2013–14       | Eredivisie     | 4         | 0         | 0       | 0      | 0       | 0      | 1       | 0      | 5       | 0      |
| Ajax                   | Total         | Total          | 128       | 7         | 16      | 1      | 38      | 5      | 4       | 2      | 186     | 15     |
| Atlético Madrid        | 2013–14       | La Liga        | 12        | 1         | 6       | 1      | 4       | 0      | 0       | 0      | 22      | 2      |
| Southampton (împrumut) | 2014–15       | Premier League | 26        | 1         | 2       | 0      | 0       | 0      | 0       | 0      | 28      | 1      |
| Tottenham Hotspur      | 2015–16       | Premier League | 38        | 4         | 1       | 0      | 16      | 0      | 0       | 0      | 55      | 4      |
| Tottenham Hotspur      | 2016–17       | Premier League | 30        | 1         | 4       | 0      | 5       | 1      | 0       | 0      | 39      | 2      |
| Tottenham Hotspur      | 2017–18       | Premier League | 4         | 0         | 0       | 0      | 0       | 0      | 0       | 0      | 4       | 0      |
| Tottenham Hotspur      | Total         | Total          | 72        | 5         | 5       | 0      | 21      | 1      | 0       | 0      | 98      | 6      |
| Total carieră          | Total carieră | Total carieră  | 238       | 14        | 29      | 2      | 63      | 6      | 4       | 2      | 334     | 24     |